# 앙투안 브리자르
앙투안 아르튀르 파비앵 브리자르(프랑스어: Antoine Arthur Fabien Brizard, 1994년 5월 22일~)는 프랑스의 배구 선수로 포지션은 세터이다. 현재 유 에너지 볼리와 프랑스 배구 국가대표팀 소속으로 활동하고 있다. 2020년 하계 올림픽에서 프랑스 대표 선수로서 금메달을 획득했다.